# Kozma Ahačič
Kozma Ahačič, slovenski jezikoslovec in literarni zgodovinar, * 27. april 1976, Kranj.

## Življenje in delo
Osnovno šolo je obiskoval v Križah pri Tržiču in v Škofji Loki. Leta 1995 je maturiral na Gimnaziji Poljane v Ljubljani, leta 2002 pa je diplomiral na Filozofski fakulteti v Ljubljani (A-slovenski jezik in književnost, A-latinski jezik in književnost). Zaključil je tudi dva letnika Srednje glasbene in baletne šole v Ljubljani (kitara). V šolskem letu 2002/2003 je vpisal podiplomski magistrski študij slovenskega jezika in književnosti, leta 2007 pa je tam tudi doktoriral z disertacijo Misel o jeziku in književnosti pri slovenskih protestantskih piscih 16. stoletja. Od 2. letnika fakultete dalje je ob študiju poučeval latinščino na Gimnaziji Škofja Loka, od leta 2003 pa je zaposlen na Inštitutu za slovenski jezik Frana Ramovša ZRC SAZU – najprej kot mladi raziskovalec, zdaj pa kot znanstveni svetnik in predstojnik (od oktobra 2018).
Je vodja programske skupine Inštituta in vodi pripravo Slovarja slovenskega knjižnega jezika 16. stoletja. Izvedel je podoktorski projekt Jezikoslovnozgodovinske in sociolingvistične značilnosti misli o jeziku na Slovenskem med letoma 1607 in 1758, vodil projekte Vključitev izbranih slovnic slovenskih avtorjev v mednarodno bazo CTLF – Corpus de textes linguistiques fondamentaux in priprava portala slovenskih slovnic in pravopisov, Zgodovinski slovar slovenskega knjižnega jezika 16. stoletja – 1. zvezek in Jezikovna politika Republike Slovenije in potrebe uporabnikov, trenutno pa vodi projekt Spletni portal Franček, Jezikovna svetovalnica za učitelje in Šolski slovar slovenskega jezika. Je sourednik revije Slovenski jezik/Slovene Linguistic Studies in član uredniškega odbora revije Jezikoslovni zapiski, ki izhaja na Inštitutu. Uredil je spise o zgodovini slovenskega knjižnega jezika Brede Pogorelec in kritične izdaje več del Primoža Trubarja. Je pobudnik in urednik spletnih portalov Fran, na katerem so dostopni vsi pomembnejši slovarji slovenskega jezika, ter Slovenske slovnice in pravopisi. Od leta 2016 je redni član ustanove L’Institut d’études slaves v Parizu.
V svojem raziskovalnem delu se ukvarja z vprašanji zgodovine jezikoslovja in slovničarstva, historične sociolingvistike, prevajalstva, retorike ter s koncepti umetnih jezikov. O pesniškem opusu Jovana Vesela Koseskega je izdal svojo prvo monografijo (2007). Njegova druga monografija, ki je nastala na podlagi doktorske disertacije, nosi naslov Zgodovina misli o jeziku in književnosti na Slovenskem: protestantizem (2007). Vsebino te monografije nadaljuje monografija Zgodovina misli o jeziku na Slovenskem: katoliška doba (2012). V angleščini je izšla monografija The History of Linguistic Thought and Language Use in 16th Century Slovenia (2014). Trubarjevem letu 2008 je pripravil izdajo Primoža Trubarja za mlade Primož Trubar.doc in prevod Trubarjevega Abecednika v sodobni slovenski jezik. Naslednje leto je sledila kritična izdaja Katekizma, leta 2014 pa kritična izdaja Cerkovne ordninge. Leta 2021 je izdal monumentalno delo Stati inu obstati: prvih petdeset slovenskih knjig v bibliofilski izdaji. Delo opisuje vse slovenske knjige od prve, Katekizma Primoža Trubarja iz leta 1550, do petdesete, Thesaurus polyglottus Hieronima Megiserja iz leta 1603. Vsaka knjiga je predstavljena s fotografijami, posnetimi po knjižnicah po celotni Evropi, in z opisom, ki vsebuje tudi okoliščine nastanka knjige, zgoščen opis vsebine knjige, jezikovne, literarne in kulturnozgodovinske zanimivosti, popisani pa so tudi ohranjeni izvodi vsake knjige (avtor jih je pri snovanju dela našel skoraj 30). Leta 2024 bo delo izšlo v dostopnejši izdaji.
Od oktobra 2014 predava na Podiplomski šoli ZRC SAZU. Od februarja 2007 do septembra 2017 je predaval na Fakulteti za humanistiko v Novi Gorici (od 2015 kot izredni profesor), od aprila 2008 do junija 2013 pa na Oddelku za prevajalstvo Filozofske fakultete v Ljubljani. V poletnem semestru študijskega leta 2010/2011 je predaval zgodovino slovenskega jezika kot gostujoči profesor na Alpen-Adria-Universität v Celovcu v Avstriji. Med decembrom 2023 in majem 2024 je bil v. d. dekana Podiplomske šole ZRC SAZU. Bil je vodja Strokovne komisije za slovenski jezik pri Ministrstvu za izobraževanje, znanost, kulturo in šport (od avgusta 2012 do avgusta 2013), njen član pa od leta 2019 do zdaj. Med letoma 2009 in 2011 je bil član skupine za jezik Bele knjige o vzgoji in izobraževanju v Republiki Sloveniji. Od leta 2011 do 2013 je bil član Področne predmetne komisije za slovenski jezik na ZRSŠ ter član strokovnega sveta Ustanove patra Stanislava Škrabca, od leta 2014 je član Razvojne predmetne skupine za slovenski jezik na ZRSŠ, od leta 2023 član Predmetne kurikularne komisije za slovenski jezik na ZRSŠ, v okviru katere pripravlja tudi nov učni načrt za slovenski jezik, od leta 2020 do 2023 pa je bil član Strokovnega sveta za splošno izobraževanje. Bil je član programskega odbora simpozijev Obdobja 28, 30 in 34, 7., 8. in 9. Škrabčevih dnevov ter tajnik simpozija Slovenski knjižni jezik v 16. stoletju. Leta 2024 je vodil organizacijo 20. mednarodne konferenece združenja EFNIL (Evropska federacija nacionalnih inštitucij za jezik), v okviru katere je potekal tudi velik dogodek Združeni v jezikih v Linhartovi dvorani Cankarjevega doma v Ljubljani.
Je avtor idejne zasnove in soavtor učbeniškega kompleta Moč jezika 1–4. Za srednješolski učbenik Govorica jezika je napisal poglavje o zgodovini slovenskega jezika in sociolingvistiki.
Leta 2017 je izdal slovenski slovnici za osnovne in za srednje šole Kratkoslovnica in Slovnica na kvadrat, za kateri je prejel priznanje jabolko navdiha, istega leta pa je prejel tudi Zlati znak ZRC SAZU. Postal je Delova osebnost leta in bil uvrščen na 25. mesto lestvice najvplivnejših Slovencev. 2020 je dobil Zoisovo nagrado.
Aktiven je tudi kot pesnik, libretist, scenarist, za časnik Delo pa od leta 2018 piše redne kolumne. Od leta 2020 je član Društva slovenskih pisateljev.

## Nagrade in priznanja
Prejel je naslednje nagrade in priznanja:
- Mednarodna Pretnarjeva nagrada (2023) – ambasador slovenskega jezika.
- Zoisova nagrada (2020) za raziskovanje slovenske jezikovne preteklosti in sedanjosti ter inovativne predstavitve znanstvenih dosežkov različnim uporabnikom.
- Nominacija za Rožančevo nagrado za knjigo Kozmologija.
- Delova osebnost leta 2017.[5]
- Trubarjeva plaketa za dolgoletno sodelovanje pri vrednotenju slovenskega protestantizma in širjenje dobrega imena Evangličanske cerkve AV v Republiki Sloveniji (2017)
- Jabolko navdiha za slovnici Kratkoslovnica in Slovnica na kvadrat (priznanje predsednika Republike Slovenije, 2017).
- Zlati znak ZRC SAZU za odmevne znanstvene rezultate s področja zgodovine slovenskega jezikoslovja in vsebinsko ter oblikovno zamisel portala Fran (2017).
- Ime meseca marca na Valu 202 (2017).
- Ime meseca oktobra na Valu 202 (2016).
- Zlata hruška za knjigo Jezični možje: zgodba o slovenskem jeziku (2015).
- Trubarjevo priznanje  za  izjemne  zasluge  pri  ohranjanju  slovenske  pisne dediščine, ki ga podeljuje Narodna in univerzitetna knjižnica v Ljubljani (3. 11. 2014).
- Velika  nagrada  Slovenskega  knjižnega  sejma:  Posebno priznanje  Slovenskega knjižnega sejma za elektronsko  knjigo  leta  2014:  spletna  stran www.fran.si (kot urednik), Slovenski knjižni sejem v Ljubljani (31. 11. 2014).
- Zlata hruška za knjigo Primož Trubar.doc (2008).
- Štipendija Ustanove patra Stanislava Škrabca (2004).

## Pomembnejša knjižna dela
- 2021. Stati inu obstati: Prvih petdeset slovenskih knjig. Ljubljana: Mladinska knjiga, 2021.
- 2020. Kozmologija. NM, Goga, 2020.
- 2017. Kratkoslovnica: slovenska slovnica za osnovno šolo. Ljubljana: Rokus Klett, 2017.  [COBISS.SI-ID  289028096]
- 2017. Slovnica na kvadrat: slovenska slovnica za srednjo šolo. Ljubljana: Rokus Klett, 2017. [COBISS.SI-ID  289028608]
- 2015. Jezični možje: zgodba o slovenskem jeziku. Ljubljana: Rokus Klett, 2015. [COBISS.SI-ID  21725237]
- 2014. Primož Trubar: Cerkveni red (1564): znanstvenokritična izdaja dela Cerkovna  ordninga z znotrajjezikovnim prevodom v sodobni slovenski knjižni jezik, (Zbirka Trubar v sodobnem jeziku, zv. 3). Ljubljana: Založba  ZRC. 558 str. [COBISS.SI-ID  275600384]
- 2014. The history of linguistic thought and language use in 16th century Slovenia.  Frankfurt am Main [etc.]: P. Lang. 329 str. [COBISS.SI-ID  36854573]
- 2012. Zgodovina misli o jeziku na Slovenskem : katoliška doba (1600-1758), (Zbirka Linguistica et philologica, 28).  Ljubljana: Založba ZRC, ZRC SAZU. 278 str., ilustr. ISBN 978-961-254-378-5. [COBISS.SI-ID  262477056]
- 2011. Kozma Ahačič, Andreja Legan Ravnikar, Majda Merše, Jožica Narat, France Novak: Besedje slovenskega knjižnega jezika 16.  stoletja. Ljubljana: Založba ZRC, ZRC SAZU. 641 str. [COBISS.SI-ID  254810112]
- 2011. Ti si čarovnica, jaz sem grobar: pesmi. Ljubljana, Celje: Društvo Mohorjeva družba, Celjska Mohorjeva založba.
- 2009. Primož Trubar: Katekizem (1550): v sodobni knjižni slovenščini. Slovenj Gradec: Združenje Trubarjev forum. 278 str. [COBISS.SI-ID  247318272]
- 2008. Abecednik (1550)  prevod v sodobni jezik, (Zbirka Trubar v sodobnem jeziku, zv. 1).  Slovenj Gradec: Združenje Trubarjev forum. 56 str.[COBISS.SI-ID  241235456]
- 2008. Primož Trubar.doc : za domišljijsko potovanje in domače branje (izbor odlomkov iz del  Primoža Trubarja). Ljubljana: Rokus Klett. 158 str.[COBISS.SI-ID  238048768]
- 2007. Zgodovina misli o jeziku in književnosti na Slovenskem : protestantizem, (Zbirka  Linguistica et philologica, 18). Ljubljana: Založba ZRC, ZRC SAZU. 416 str. [COBISS.SI-ID  234826496]
- 2006. Izvirne slovenske pesmi Jovana Vesela Koseskega : vsebinski opis, okoliščine nastanka, pregled ocen, jezik,  tekstnokritični aparat ter diplomatični in kritični prepis pesmi 1818-1852, (Slavistična knjižnica, 9). Ljubljana: Slavistično društvo  Slovenije, 2006. 195 str., tabele. ISBN 961-91015-6-1. ISBN 978-961-91015-6-8. [COBISS.SI-ID  229450496]

## Literarno delo
Leta 1991 je izdal pesniško zbirko Skodelice iz vodnjaka misli. Leta 2011 je izšla pesniška zbirka Ti si čarovnica, jaz sem grobar. Leta 2015 je skupaj z ilustratorjem Jakom Vukotičem pripravil slikanico o zgodovini slovenskega jezika Jezični možje: zgodba o slovenskem jeziku. Leta 2020 je izdal knjigo esejev Kozmologija, ki je naletela na dober kritiški odmev in je bila med nominiranci za Rožančevo nagrado.